# Andrea Marino
Andrea Marino är en rollfigur i serien Ghost Whisperer. Hon spelas av Aisha Tyler.
Andrea är Melinda Gordon (Jennifer Love Hewitt) bästa vän. De driver en liten antikhandel tillsammans. I säsong 2 (avsnitt 1, ”Love Never Dies”) dog Andrea när hon skulle undersöka om hennes brors lägenhet var tom. Hon dog i bilen på väg till lägenheten.